# 後藤松吉郎
後藤松吉郎（日语：後藤 松吉郎，1849年2月—1939年11月27日）為日本明治時代官員，石川縣出生，曾任山口縣警部長，於1896年（明治29年）6月，奉令接替牧朴真代理擔任台中縣知事。管轄今台中市、台中縣、彰化縣、南投縣等區域。昭和14年（1939年）因慢性腎病於東京市芝区高輪南町的家中死去。
| 前任： 牧朴真 | 台中縣 1896年上任 | 繼任： 村上義雄 |